# Cristian Bejarano Santana
Cristián David Bejarano Santana (n. Colombia; 30 de octubre de 1992) y es un futbolista colombiano que juega como delantero.
Pese a que nació en Colombia, el delantero inició su carrera futbolística en Eslovaquia, para jugar en el AS Trenčín, donde jugó hasta mediados de 2014. En el Segundo semestre del mismo año, fichó en el Rangers de la Primera B de Chile, con la misión de llevar al equipo talquino, de regreso a la Primera División del fútbol chileno. 

## Clubes
| Club       | País       | Año             |
| ---------- | ---------- | --------------- |
| AS Trenčín | Eslovaquia | 2011 - 2014     |
| Rangers    | Chile      | 2014 - Presente |